# Duo Duo
Duo Duo (o Duoduo in cinese 哆哆S, Duō DuōP, pseudonimo di Li Shizheng in cinese 栗世征S, Lì ShìzhēngP; Pechino, 1951) è un poeta e saggista cinese.

## Biografia
Testimone della strage di piazza Tienanmen, è costretto a espatriare nel 1989.
Tuttavia nel Regno Unito si è subito fatto conoscere: ha letto alcune sue poesie al British Museum. Ha vissuto il proprio esilio dalla Cina per alcuni anni a Londra, poi in Canada e nei Paesi Bassi, poi è tornato in patria nel 2004: qui gli sono stati conferiti diversi onori, quale la cattedra presso l'università di Hainan.

## Poetica
È esponente della Poesia Mistica o Oscura, che si rifà alla grande stagione novecentesca dell'Ermetismo: tra i suoi maggiori esponenti si ricordano Gu Cheng e, in particolare, Hai Zi, anche se in Occidente sono noti più per la loro partecipazione alla Protesta di piazza Tiananmen (1989) che per la Poesia. Duo Duo è stato il primo ad aver ottenuto un riconoscimento prestigioso, il Neustadt International Prize for Literature, conferitogli dalla University of Oklahoma nel 2009 per il 2010: è il primo poeta cinese in assoluto ad aver vinto il prestigioso premio.
L'opera di Duo Duo risente fortemente degli influssi occidentali: da giovane, infatti, ha letto e apprezzato soprattutto i Simbolisti come Baudelaire, le poesie della Cvetaeva e di Sylvia Plath. Appassionato di Filosofia, Filosofia Politica in particolare, ne ha fatto un cardine della propria Poesia, che vuole essere incentrata sul contesto storico che è chiamata a rappresentare